# Società dei Centri
La società dei Centri è stata una società segreta italiana a carattere unitario e indipendentista, diffusa nell'Italia centro-settentrionale nell'età della Restaurazione.

## Storia
Le notizie intorno a questa società segreta sono scarse e congetturali. Si ritiene sia la reincarnazione della "Società dei Raggi" diffusa nell'Italia centro-settentrionale in età napoleonica avente come obiettivo la difesa degli ideali repubblicani e dell'autonomia italiana messi in pericolo dalla politica di spoliazione attuata dall'esercito napoleonico. Obiettivo della "Società dei Centri" era invece l'abbattimento del governo austriaco, e l'instaurazione in sua vece di una monarchia indipendente, eventualmente retta da Eugenio di Beauharnais, o l'unione del Lombardo Veneto al Piemonte.
La prima testimonianza dell'esistenza della "Società dei Centri" risale al 1814. Dall'analisi delle carte processuali relative a una congiura di alti ufficiali napoleonici scoperta nel novembre 1814 in Lombardia, la società segreta appare organizzata da ufficiali dell'ex esercito italico in via di scioglimento, tra i quali i generali Giacomo Filippo De Meester, Teodoro Lechi e Bartolomeo Cavedoni, i colonnelli Carlo Olini, Silvio Moretti, Pietro Pavoni di Orzinuovi e Pietro Varese. La congiura, scoperta nel dicembre 1814, comportò l'arresto degli ufficiali più compromessi, la condanna a una lunga detenzione o alla pena di morte, pene successivamente attenuate da atti di grazia.
Per quanto se ne sa, organizzazione, obiettivi e rituali del "Centro" erano molto simili a quelli della Carboneria, setta con la quale la Società dei Centri finì per unirsi.